# Каскад (архитектура)

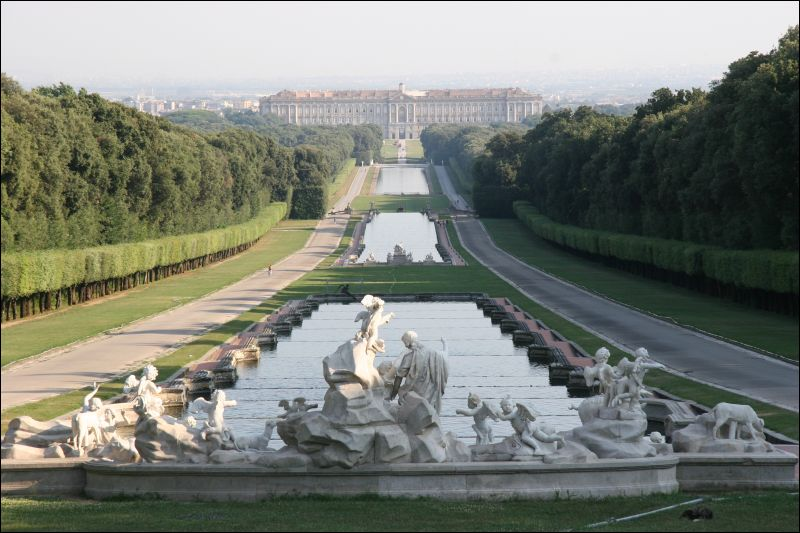
Большой Каскад в Казерте — вид сверху.

Каска́д (фр. cascade — «водопад») — архитектурный комплекс, составной частью которого является небольшой искусственный водопад или система таких водопадов.
Каскады обычно являются частью рекреационной (например, парковой) архитектуры. Один из способов создания каскадов — расположение на разных уровнях нескольких водоёмов (прудов). Они соединяются между собой, причём на пути движения воды из одного водоёма в другой имеется ступень (уступ) или несколько уступов. Верхний из водоёмов может питаться от естественного родника или реки. Другой способ — использование насосов, перегоняющих воду наверх к началу каскада.

## Известные старинные и западноевропейские каскады

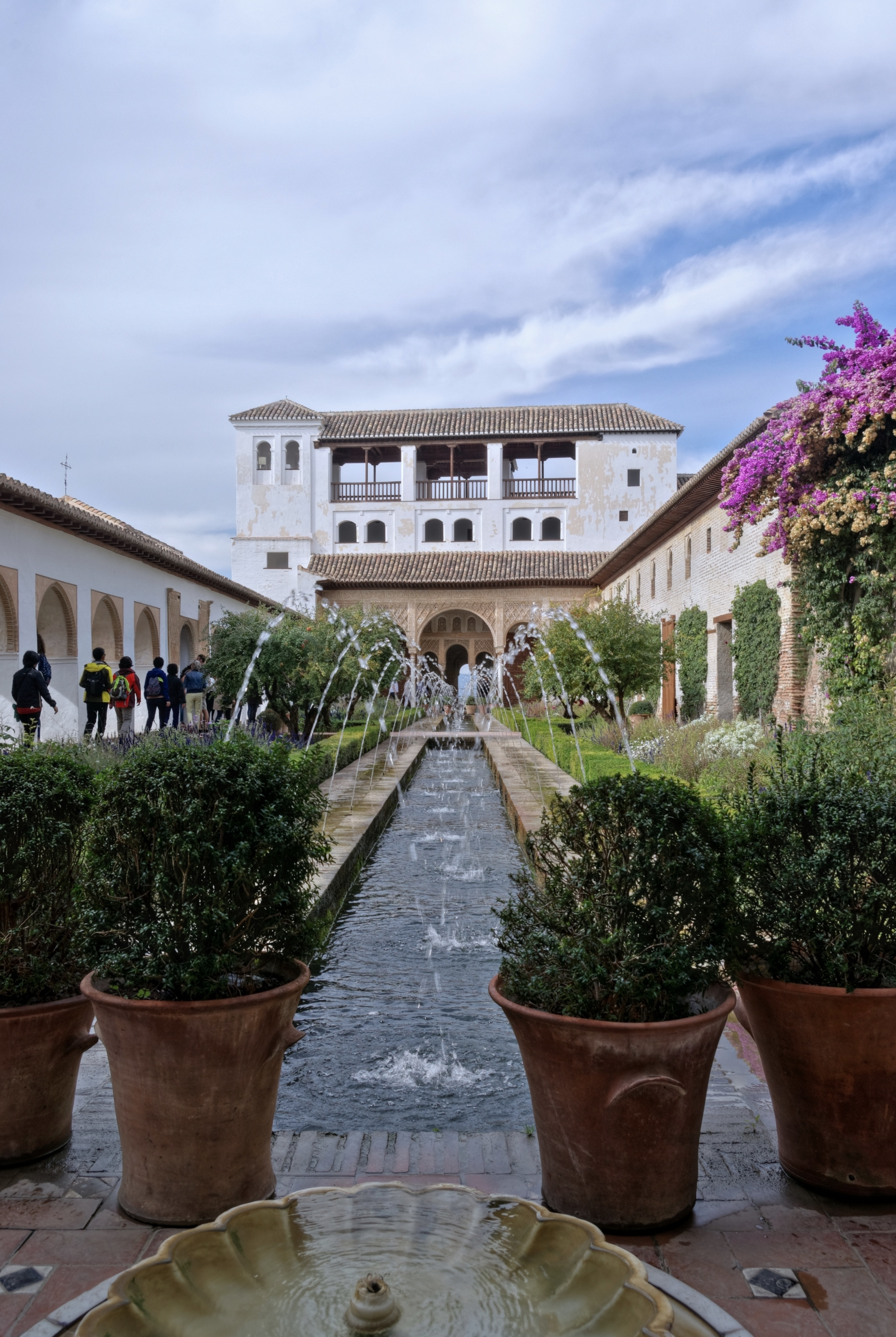
Каскады Альгамбры гармонируют с фонтанами

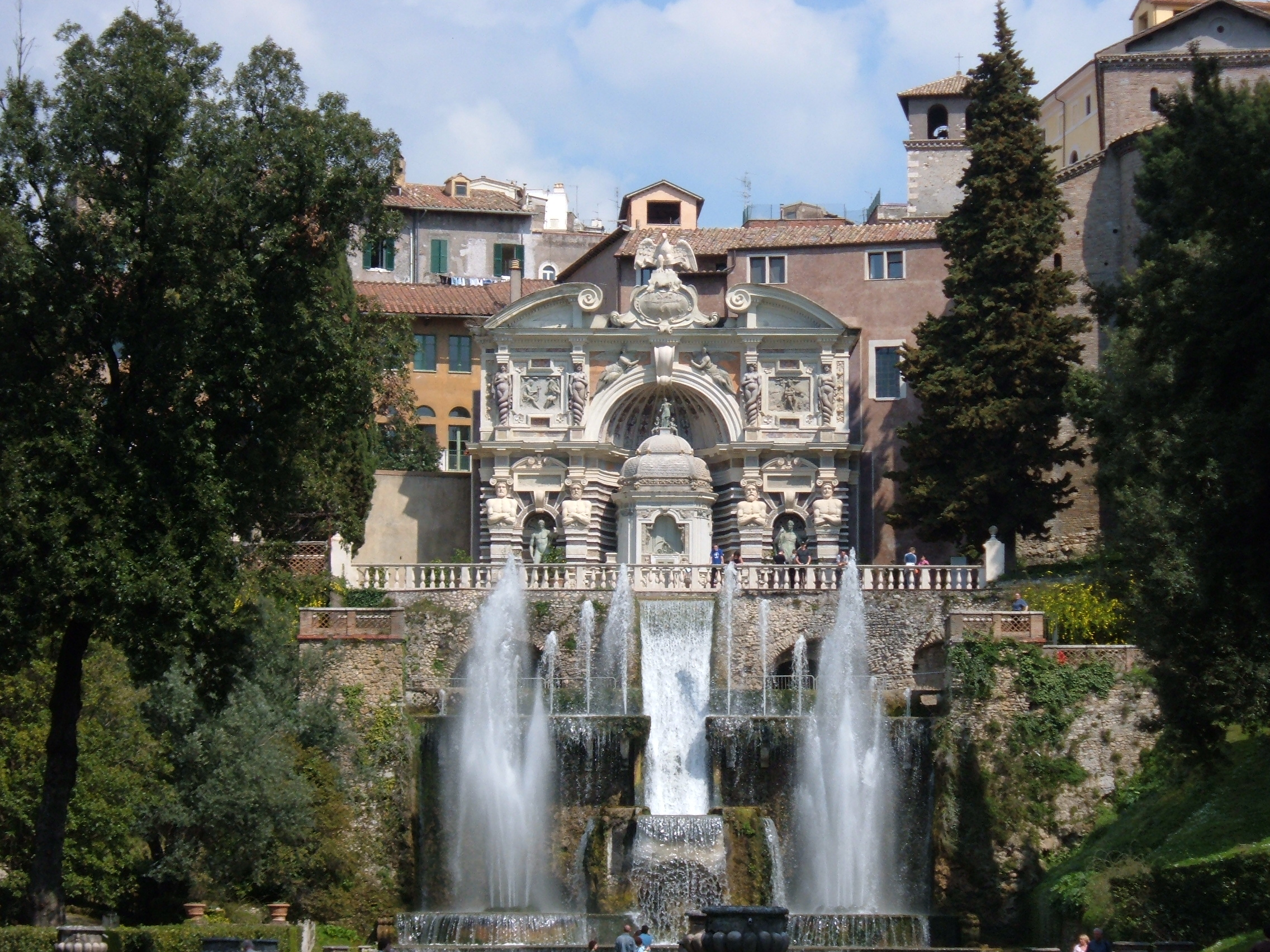
Каскад на вилле д’Эсте в Тиволи

В Перу близ Куско находится археологический памятник Тамбомачай, посвящённый культу воды. Он состоит из серии акведуков, каналов и каскадов, стекающих по скалам. Из основного каскада инки сделали два каскада совершенно одинаковых по размеру: если одновременно в оба вставить по бутылке с водой, то они наполнятся одновременно.
В восточной части города Гранада в южной Испании находится архитектурно-парковый ансамбль Альгамбра, созданный во времена мусульманских правителей. В нём каскады прекрасно сочетаются с фонтанами, прудами и другими водоёмами.
В эпохи Возрождения и Просвещения наибольшую известность получили каскады итальянских вилл. В частности, до наших дней сохранились каскады виллы д’Эсте в Тиволи (1550—72, архитектор Пирро Лигорио) и виллы Альдобрандини во Фраскати (1598—1604, архитекторы Джиакомо делла Порта, Карло Мадерна, Джованни Фонтана и Орацио Оливьери).
Одним из крупнейших в мире каскадов стал Большой Каскад около дворца неаполитанских королей в Казерте, созданный по проекту голландца Луиджи Ванвителли между 1752 и 1780 годами. Во Франции один из красивейших каскадов находится около дворца Лоншан, построенного между 1862 и 1869 годами. Каскад находится в конце 53-километрового канала, прорытого для обеспечения города водой.

## Каскады в Петергофе (Петродворце)

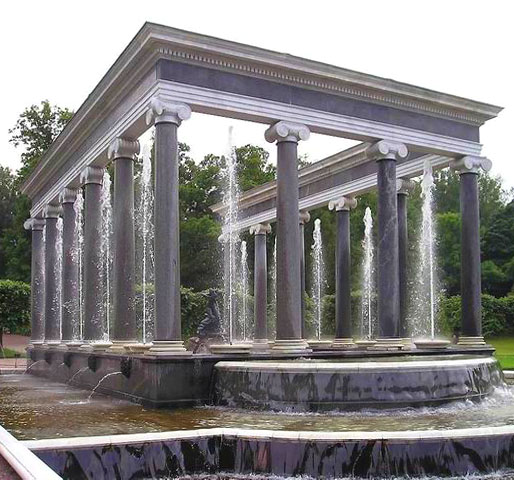
Львиный каскад в Петергофе

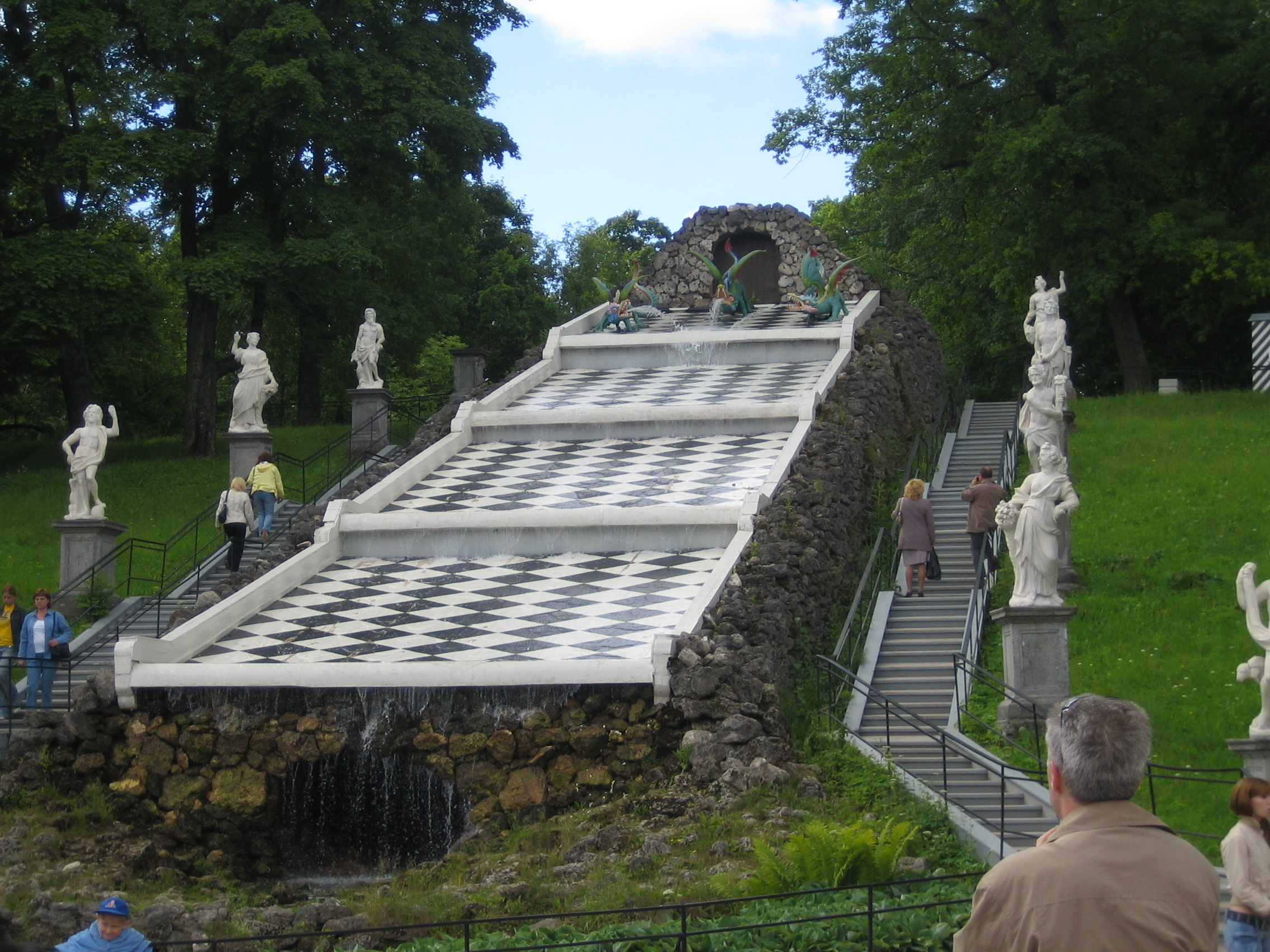
Каскад «Шахматная гора» в Петергофе

В Петергофе (который с 1944 года назывался Петродворец) была предложена идея: около каждого дворца должен располагаться свой каскад. Таким образом, в Петергофе имеется сразу несколько каскадов.
В Верхнем саду находится каскад Аполлона. В Нижнем парке Петергофа расположены Большой каскад, Львиный каскад, каскады «Шахматная гора» и «Золотая гора».
Вода для питания каскадов Верхнего сада и Нижнего парка Петергофа подаётся по Петергофскому каналу от девяти прудов Лугового парка.

## Каскады в Москве
В Москве известен каскад Путяевские пруды на территории парка Сокольники, состоящий из шести соединённых прудов, расположенных на разной высоте. На юго-востоке имеется каскад Кузьминских прудов. На северо-западе Москвы создан каскад в составе комплекса «Кутузовская Ривьера».

## Ереванский каскад

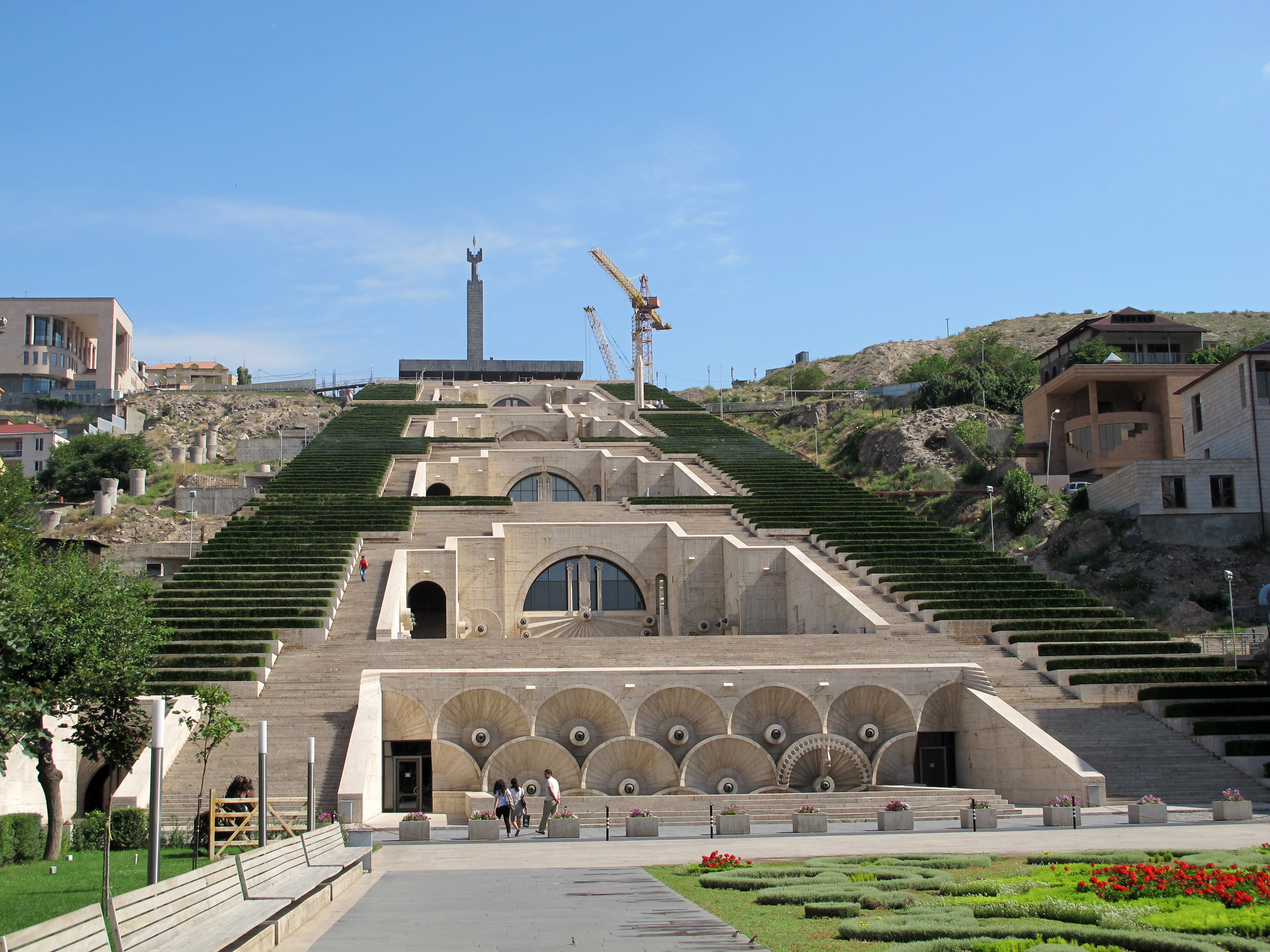
Общий вид Ереванского каскада

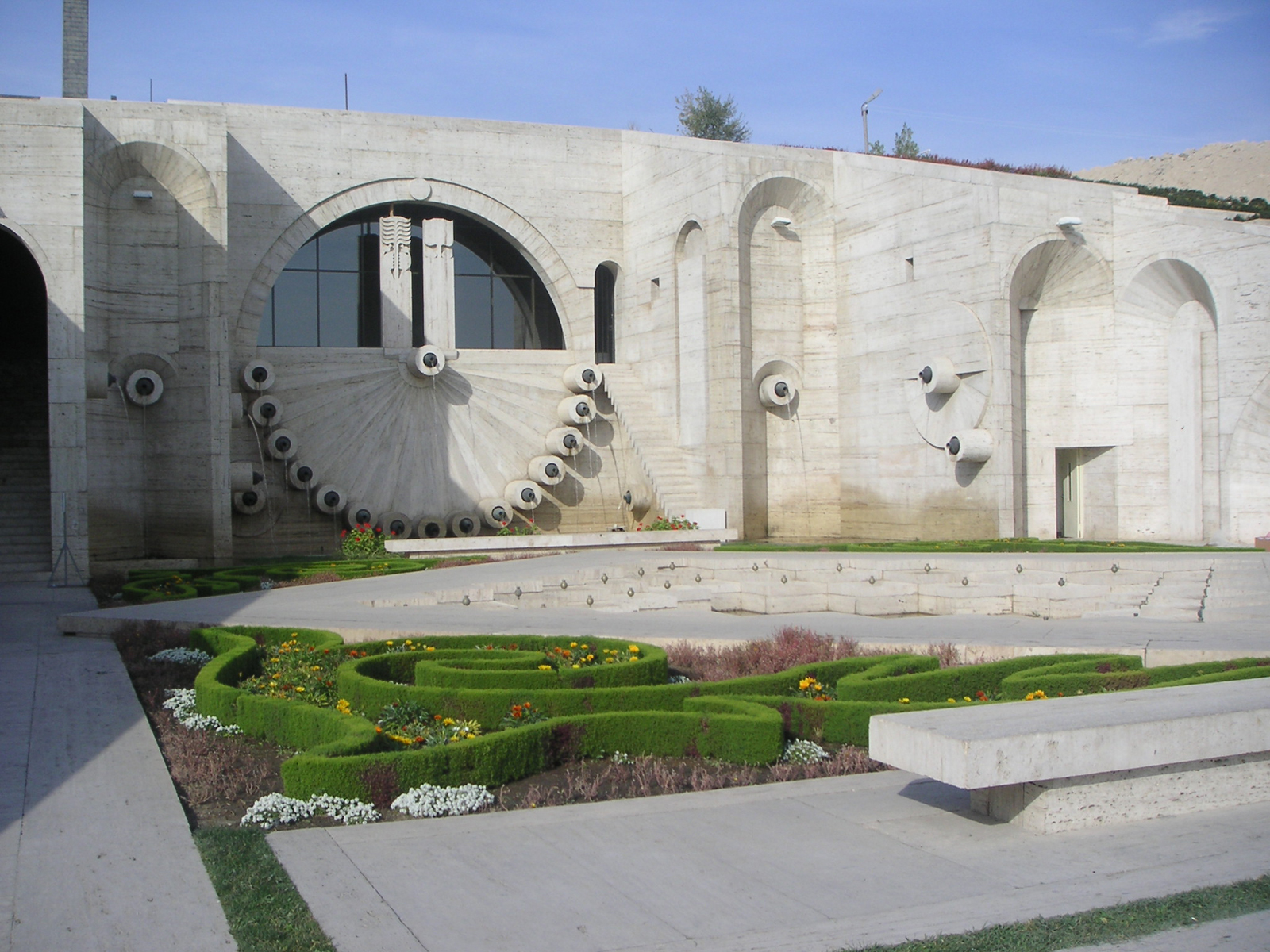
Один из водопадов Ереванского каскада: трубы, откуда низвергается вода, образуют узор.

Одним из известных каскадов, созданных в XX веке, является Ереванский каскад. Первоначально (в 1960 году) на этом месте был построен только один искусственный водопад-фонтан по проекту Вардана Юсаняна. На задней стенке водопада была выложена уникальная мозаика (рыбки из цветных камешков), автором которой стал Дереник Даниелян. Вокруг водопада был насыпан красный туфовый песок. С 1971 года начал реализовываться более крупный проект Джима Торосяна, Саркиса Гурзадяна и Аслана Мхитаряна — суммарной высотой 118 метров. Строительство Ереванского каскада приостановилось сначала в 1988 году из-за землетрясения, а потом в 1991 году в результате распада Советского Союза. Благодаря американскому меценату Джерарду Гафесчяну строительство Ереванского каскада было закончено к 17 ноября 2009 года, и в нём был открыт центр искусств.
Ереванский каскад содержит ряд необычных архитектурных решений. Например, вода в каскаде падает из труб, которые образуют узоры, в том числе — традиционные символы Армении.

## Галерея

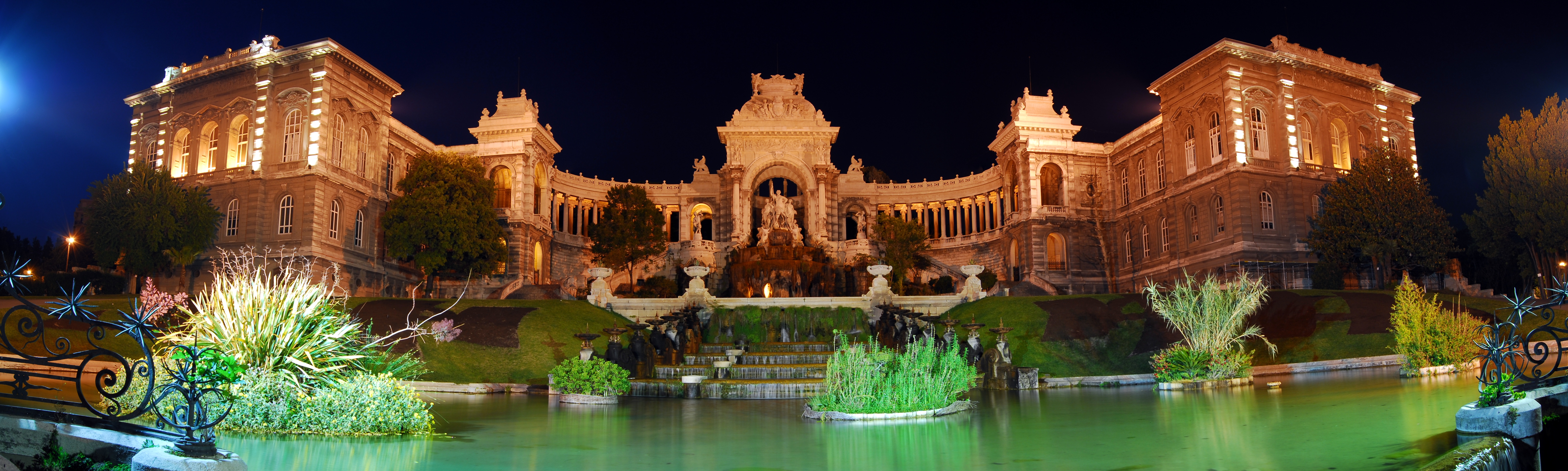
Дворец Лоншан, Марсель

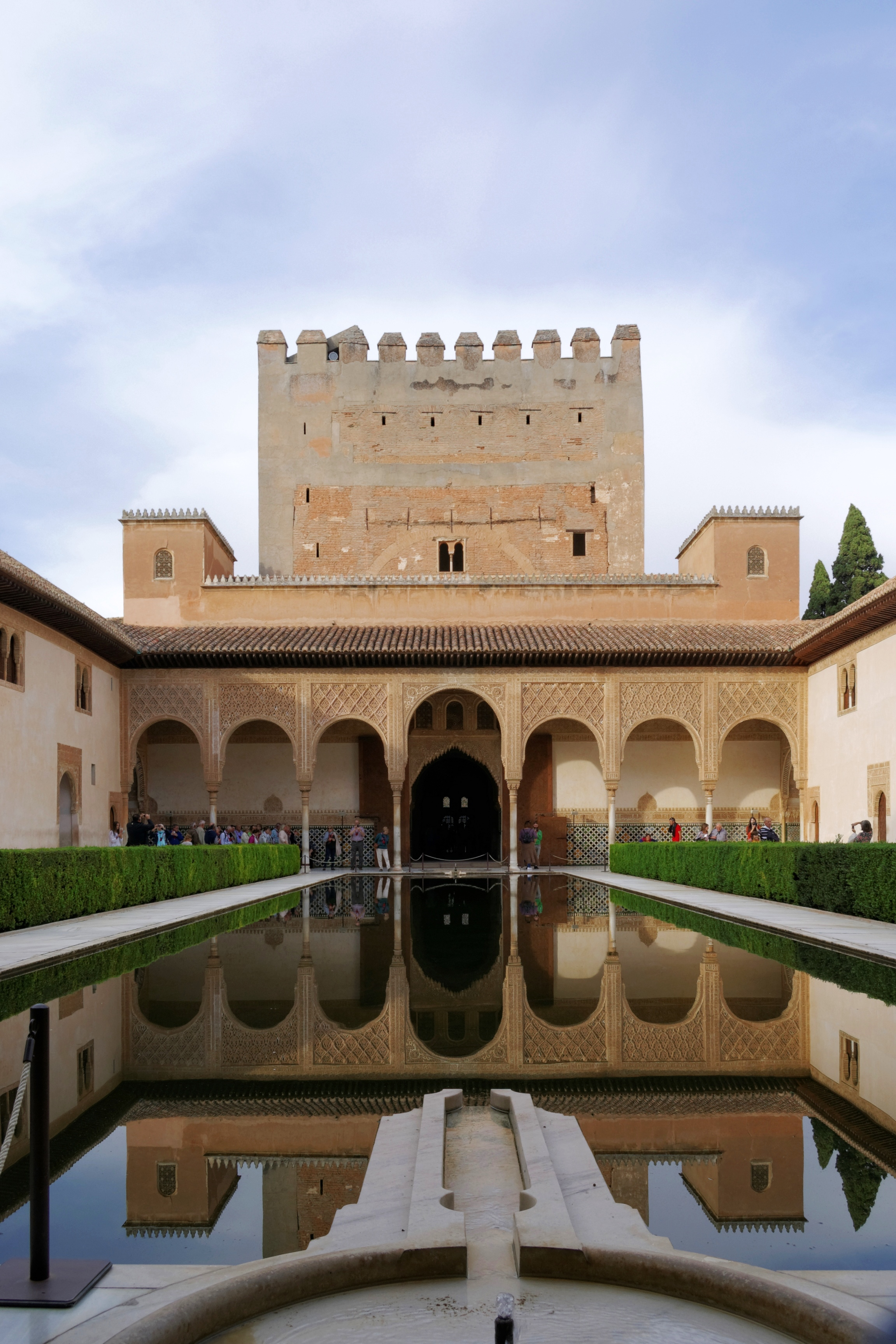
На переднем крае — водопад, входящий в один из каскадов Альгамбры
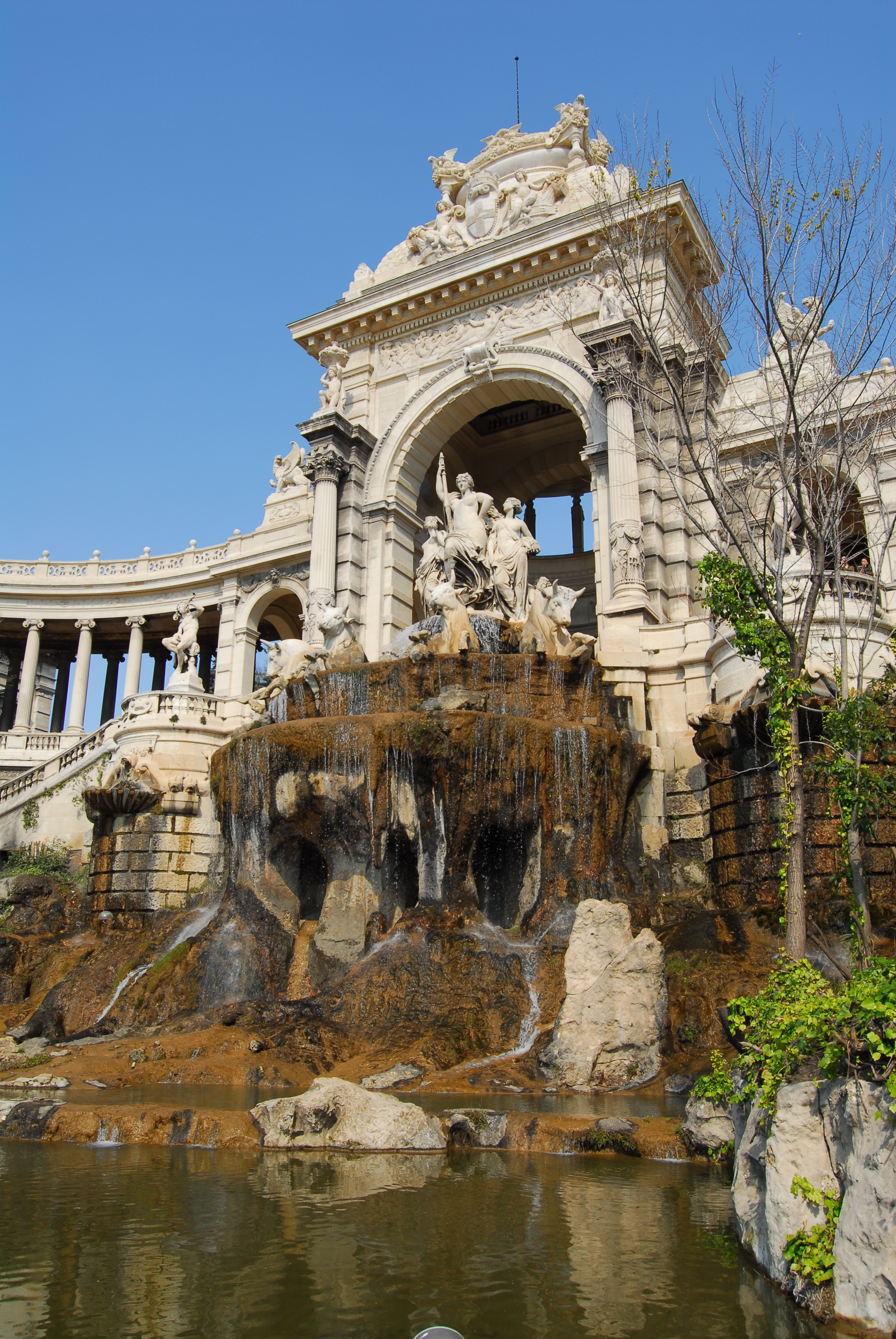
Каскад Лоншан, Марсель